# Tibolon
Tibolon ist ein synthetisch hergestellter Arzneistoff mit Hormonwirkung, der zur Hormonersatztherapie in der Postmenopause der Frau angewendet wird.  Es handelt sich um einen gewebeselektiv wirksamen Regulator der estrogenen Aktivität (englisch selective tissue estrogenic activity regulator, STEAR).
Chemisch gesehen ist Tibolon ein Steroid, das strukturell dem Norethisteron ähnelt und sowohl estrogene, gestagene als auch androgene Wirkung besitzt. Nach oraler Gabe wird Tibolon rasch verstoffwechselt (metabolisiert), wobei drei aktive Metaboliten entstehen, die maßgeblich zur Wirkung beitragen: Das Δ4-Isomer besitzt überwiegend gestagene und androgene Wirkung, die beiden in Position 3 hydroxylierten Substanzen 3α-OH-Tibolon und 3β-OH-Tibolon dagegen besitzen estrogenähnliche Wirkung. Eingesetzt wird Tibolon zur Behandlung klimakterischer Beschwerden in der Postmenopause.
In manchen Ländern, z. B. in der Schweiz, ist Tibolon auch zur Vorbeugung gegen eine postmenopausale Osteoporose zugelassen. In den meisten Geweben werden 3α- und 3β-Hydroxytibolon durch dort vorkommenden Sulfotransferasen in unwirksame, sulfatierte Metaboliten überführt. Da hingegen speziell im Knochengewebe nicht nur weniger Sulfotransferasen, sondern darüber hinaus auch mehr Sulfatasen vorkommen, welche die Konjugate hydrolytisch in die wirksamen Metaboliten zurückverwandeln, soll der Knochenabbau auf diesem Wege gehemmt werden.
Unter den unerwünschten Wirkungen ist ein erhöhtes Risiko für das Auftreten eines Schlaganfalls oder von Brustkrebs zu verzeichnen.

## Handelsnamen
Liviella (D (Essex Pharma)), Heria (B), Livial (CH (Essex Pharma); z. B. A, NL, DK, N, S, F u. a. (Organon))